# Crit d'Asencio
El Crit d'Asencio o l'Admirable Alarma va ser la decisió presa pels criolls de la Banda Oriental el 28 de febrer del 1811 a la vora del rierol Asencio, amb la finalitat d'emprendre les primeres accions revolucionàries contra les autoritats realistes espanyoles de Montevideo, adherint-se a la Junta de Buenos Aires.

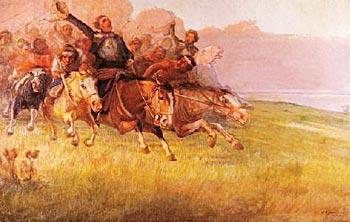
El Matí d'Asencio, oli de Carlos María Herrera.

## Antecedents
Després de produir-se la Revolució de Maig a Buenos Aires el 1810, la part de la Banda Oriental dependent de la Governació de Montevideo va romandre fidel al govern espanyol, mentre que la resta del territori es va adherir a la Primera Junta. A principis del 1811 només la vila de Belén mantenia obediència de Buenos Aires, doncs la resta del territori oriental va ser obligat a obeir a les autoritats realistes que van traslladar la seva base regional a Montevideo.
Al gener del 1811 Francisco Javier de Elío va tornar a Montevideo des d'Espanya amb el títol de Virrei del Riu de la Plata.
Des d'aquell moment es van iniciar els preparatius per declarar la guerra a la Junta de Buenos Aires, la qual cosa es va fer efectiva el 12 de febrer. Per això es van prendre una sèrie de mesures fiscals que permetèssin adquirir recursos: regularització de títols de propietat de terres per al pagament de la contribució, sol·licituds de donatius patriòtics, impostos a les importacions de cuir, tabac, control del contraban permetent el comerç només a bucs autoritzats i a través d'intermediaris nacionals.
Aquestes mesures van perjudicar als hisendats, comerciants, barraquers (gent que vivia en barraques) i naviliers en la seva activitat mercantil, que estava decaient per la situació de crisi i el control espanyol del comerç, que a més impedia el comerç amb els britànics. A aquestes mesures es van sumar emprèstits (actualment seria el deute públic) forçosos al clergat, empleats, propietaris, artesans, hisendats, comerciants i l'ús de la força per coaccionar als pobles a reconèixer l'autoritat espanyola a Montevideo.
En conseqüència, alguns caps militars al servei del govern espanyol, però amb gran afany a la campanya oriental, es van passar al bàndol revolucionari, com va ser el cas de José Artigas el 15 de febrer del 1811, qui va abandonar la guarnició realista de Colònia del Sacramento i es va posar sota les ordres del govern de Buenos Aires, que li va ordenar retornar a la Banda Oriental amb auxilis per a les sublevacions durant la campanya.
Però els preparatius revolucionaris havien començat al desembre del 1810, quan l'alferes Justo Correa es va assabentar de la possible presència de tropes de Buenos Aires al territori de la Banda Oriental. Immediatament va donar l'oportunitat a desertors i paisans a aixecar-se en armes. Des de tots els racons es van mobilitzar els homes, acudint als cabdills locals. Al gener del 1811 Pedro José Viera, conegut com a Perico El Ballarí, es va sumar a la crida de Correa amb vint-i-vuit homes. Al febrer li va seguir Venancio Benavides.
El dia 24 de febrer va arribar l'esperada notícia, la declaració de guerra per part de Buenos Aires. Ja pel 26 els patriotes, ocults en un bosc sobre el rierol Asencio a l'actual Departament de Soriano, eren uns tres-cents.

## El Crit d'Asencio
El 28 de febrer el contingent de revolucionaris sota el comandament de Pedro José Viera va decidir emprendre les primeres accions. L'endemà van envair les poblacions de Mercedes i Santo Domingo Soriano.
Amb Benavídes al comandament de les tropes, els revolucionaris van capturar després les poblacions de Colla, actual Rosario el 20 d'abril i San José el 25 d'abril. El 26 de maig van assetjar Colonia del Sacramento, que va caure una setmana després.
L'incipient moviment rebria un fort impuls amb la incorporació d'Artigas, que ràpidament es convertiria en el líder de la revolució a la Banda Oriental.

## Monument a l'Admirable Alarma
Al Parc Asencio, lloc on suposadament es van desenvolupar els fets del 28 de febrer del 1811, s'aixeca actualment el monument a l'Admirable Alarma amb l'escut de l'Uruguai i els escuts departamentals de tot el país, fets en formigó. El lloc es troba a uns 10 km de la ciutat de Mercedes.